# لون آخر للغروب (رواية)
لون آخر للغروب، رواية صدرت في 2019 عن دار كتارا، للكاتبة هيا صالح وهي ناقدة وروائية وكاتبة مسرح، أردنية ولدت في العام 1977، حازت الرواية على جائزة كتارا للرواية العربية عن فئة الروايات غير المنشورة 2018.

## ملخص الرواية
"لون آخر للغروب" لـ هيا صالح تعبر عن عوالم متقاطعة بين الحياة والكتابة، حيث يتنقل القارئ بين حكايات متشابكة لشخصيات متنوعة. تتسم الرواية بالتجديد والمفاجآت، حيث تقدم تحليلاً عميقاً لعقول الشخصيات وتفاعلها مع الواقع والكتابة. يتمثل الجمال في التلاعب بالزمن والشخصيات، مع استعراض لنماذج نسوية غنية. "لون آخر للغروب" تعكس غرابة الحياة وتقدم قراءة مثيرة للتفكير في العلاقة بين الحقيقة والخيال.

## جوائز
توجت الرواية بجائزة كتارا للرواية العربية في فئة "الروايات غير المنشورة" 2018.